# Касис
 Тази статия е за касиса.  За другия подобен вид вижте Червено френско грозде.  
Касисът (Ribes nigrum) е плодно растение. Познат е също като „черно френско грозде“. Касисовото растение е невисок храст, който достига около един метър на височина. Листата му са широки и силно нарязани. Ако стрием между пръстите си листенца от касис, те издават силна, своеобразна миризма. Цветовете на касиса са дребни и се отличават от цветовете на останалите растения със зеленикавия си цвят. Плодовете му също са дребни, почти топчести и на върха запазват остатък от цвета. Те са събрани на гроздове, по което приличат на обикновеното грозде. Плодът е кисел или сладко-кисел и притежава същата миризма, каквато и листата.
Независимо че широко се култивира като плодно растение, касисът има много ограничено естествено разпространение в България.
Касисът е най-богат на витамини измежду всички останали плодове. Той е 4 – 5 пъти по-богат на витамини от лимона и ягодата, 10 пъти – от ябълката, 20 пъти – от вишната, 100 пъти – от гроздето. Съдържа най-много витамин С, който улеснява храносмилането.
От плодовете на касиса се приготвят сокове, сиропи, компоти, вино и др. При преработката на плодовете витамин С се запазва добре в продуктите. Пъпките, листата и клонките на касиса също съдържат витамини. От листата и клонките му се получава отвара, която се използва при простуда и други заболявания.